# Días de Navidad
Días de Navidad es una miniserie española original de Netflix creada por Pau Freixas. Protagonizada por Victoria Abril, Ángela Molina, Charo López, Verónica Forqué, Nerea Barros, Elena Anaya, Verónica Echegui y Anna Moliner, entre otros, está producida por Filmax y se estrenó el 6 de diciembre de 2019.

## Sinopsis
Cuatro hermanas abordan dramas y secretos familiares ambientados en tres épocas diferentes, siempre el día de Navidad: cuando son pequeñas, grandes y jubiladas. Gracias al paso del tiempo y las diferentes visiones de las tres, se destapan profundos secretos y enfrentamientos individuales entre las hermanas.

## Reparto
| Episodio 1- Victoria Abril - María adulta - Alicia Borrachero - Isabel - Mar Ayala - María - Berta Castañé - Esther - Mariona Pagés - Adela - Carla Tous - Valentina - Antonio Dechent - Jefe Manuel - Francesc Garrido - Mateo - David Solans - Juan - Andreu Benito - Ramón - Carme Sansa - María Ángela - Julio Manrique - Rafael - Sarah Perriez - Collete - Gonzalo Cunill - Diego | Episodio 2- Victoria Abril - María adulta - Nerea Barros - Valentina - Elena Anaya - Esther - Anna Moliner - Adela - Verónica Echegui - María - Alicia Borrachero - Isabel - Francesc Garrido - Mateo - Miquel Fernández - Juan - Iván Morales - Antonio - Nausicaa Bonnín - Sophie - Carla Tous - Valentina niña - Gonzalo Cunill - Diego - Mar Ferrer - Lorena - Joel Bramona - Antonio - Mario Molero - Manuel - Álvaro García - Mateo | Episodio 3- Ángela Molina - Valentina - Charo López - Esther - Victoria Abril - María - Verónica Forqué - Adela - Manel Barceló - Antonio - Carles Arquimbau - Mateo - Isaac Alcayde - Manuel - Félix Pons - Antonio - Susi Sánchez - Sophie - Ettore Colombo - Médico |

## Episodios
| N.º | Título       | Dirigido por | Fecha de lanzamiento original |
| --- | ------------ | ------------ | ----------------------------- |
| 1   | «Episodio 1» | Pau Freixas  | 6 de diciembre de 2019        |
| 2   | «Episodio 2» | Pau Freixas  | 6 de diciembre de 2019        |
| 3   | «Episodio 3» | Pau Freixas  | 6 de diciembre de 2019        |